# Rolls-Royce Eagle XVI
El Rolls-Royce Eagle XVI fue un motor británico experimental de 16 cilindros diseñado y desarrollado por Rolls-Royce Limited en 1925. El motor fue probado, pero nunca voló; el proyecto fue cancelado en favor del Rolls-Royce Kestrel que estaba siendo desarrollado al mismo tiempo.

## Antecedentes
La aparición del Curtiss D-12, y su importación bajo licencia a Gran Bretaña por la Fairey llevó al Air Ministry a pedirle a Rolls-Royce que desarrolle un motor aeronáutico para aviones caza, el Ministerio consideraba que había demasiados fabricantes de motores y no apoyaría ni alentaría a la compañía Fairey a continuar. Rolls-Royce desarrolló dos tipos de motores para cumplir con el requerimiento, el motor F, el cual se convertiría en el Kestrel, y el Eagle XVI

## Diseño y desarrollo
Diseñado por Henry Royce, el Eagle XVI fue un diseño completamente nuevo, y no estaba relacionado con el anterior Eagle. El motor contaba con cuatro bloques de cilindros escalonados, acomodados a 90° unos de otros, formando una perfecta 'X'. Las válvulas eran operadas por un árbol de levas simple a la cabeza y contaba con cuatro válvulas por cilindro. Los cárteres y los bloques de cilindros estaban fundidos en aleación de aluminio. Los montajes normales de motor no se podían usar, y en su lugar se utilizaron dos montajes cónicos acoplados a los cárteres.
Las pruebas iniciales se desarrollaron sin supercargador y con carburador y colector de admisión improvisados. El motor funcionó mal con esta configuración debido a la pobre distribución del combustible, sin embargo cuando se colocó un supercargador y un carburador emparejado (tomados del desarrollo del Kestrel), el motor funcionó bien, produciendo 500 hp (373 kW) en el dinamómetro. A pesar de esto, el motor no fue bien recibido por la industria de la aviación debido a que la inusual configuración de los cilindros podía bloquear la visibilidad del piloto en un diseño típico de avión de caza. El proyecto fue cancelado y los esfuerzos de desarrollo se concentraron en el Kestrel.
Al igual que el Crecy, el Eagle XVI fue uno de los pocos proyectos de Rolls-Royce que nunca volaron. El esquema de cilindros en 'X' fue reutilizado más tarde en los diseños del Vulture y el Exe.

## Especificaciones (Eagle XVI)[4]
- Tipo: motor X de 16 cilindros a 90° refrigerado por líquido.
- Cilindros:
Diámetro: 114 mm
Carrera: 121 mm
- Cilindrada: 19,8 l
- Válvulas: Árbol de levas a la cabeza, cuatro válvulas por cilindro.
- Supercargador: Impulsor de una sola cara, simple velocidad.
- Alimentación: carburador simple
- Refrigeración: por líquido
- Potencia: 500 hp (373 kW)
- Potencia/cilindrada: 25 hp/l (18,8 kW/l)